# Бодзево
Бодзево (пол. Bodzewo) — село в Польщі, у гміні П'яскі Гостинського повіту Великопольського воєводства.
Населення — 694 особи (2011).
У 1975-1998 роках село належало до Лешненського воєводства.

## Демографія
Демографічна структура станом на 31 березня 2011 року:
|          | Загалом | Допрацездатний вік | Працездатний вік | Постпрацездатний вік |
| -------- | ------- | ------------------ | ---------------- | -------------------- |
| Чоловіки | 353     | 89                 | 235              | 29                   |
| Жінки    | 341     | 82                 | 201              | 58                   |
| Разом    | 694     | 171                | 436              | 87                   |